# Vauquois
Vauquois – miejscowość i gmina we Francji, w regionie Grand Est, w departamencie Moza.
Według danych na rok 1990 gminę zamieszkiwało 28 osób, a gęstość zaludnienia wynosiła 3 osób/km² (wśród 2335 gmin Lotaryngii Vauquois plasuje się na 1017. miejscu pod względem liczby ludności, natomiast pod względem powierzchni na miejscu 645.).